# Benidoleig
Benidoleig (en castillan et en valencien) est une commune d'Espagne de la province d'Alicante dans la Communauté valencienne. Elle est située dans la comarque de la Marina Alta et dans la zone à prédominance linguistique valencienne.

## Géographie

Localisation de Benidoleig
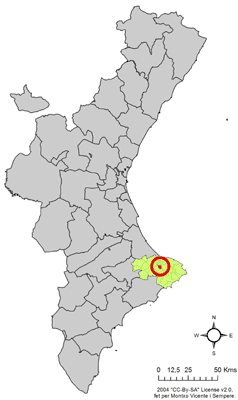
dans la Communauté valencienne.
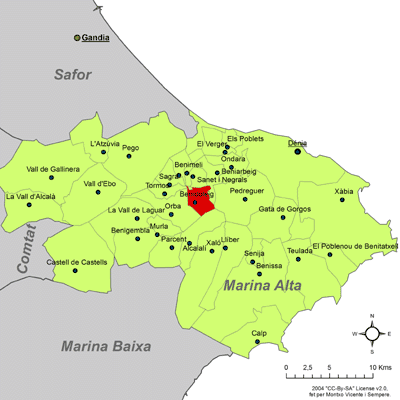
dans la comarque de la Marina Alta.

## Patrimoine
- Cueva de las Calaveras (grotte préhistorique)